# (39427) Charlottebrontë
(39427) Charlottebrontë – planetoida z grupy pasa głównego asteroid okrążająca Słońce w ciągu 7 lat i 350 dni w średniej odległości 3,98 j.a. Została odkryta 25 września 1973 roku przez Cornelisa van Houtena i Ingrid van Houten-Groeneveld na płytach fotograficznych wykonanych przez Toma Gehrelsa w Obserwatorium Palomar. Nazwa planetoidy pochodzi od Charlotte Brontë (1816–1855), najstarszej i najbardziej znanej z trzech z sióstr pisarek pochodzących z północnej Anglii. Przed nadaniem nazwy planetoida nosiła oznaczenie tymczasowe (39428) 3360 T-2.